# Compoziție (combinatorică)
În matematică compoziția unui număr întreg, n, este un mod de a scrie n ca suma unui șir de numere întregi strict pozitive. Două șiruri care diferă în ordinea termenilor definesc compoziții diferite ale sumei lor, dar se consideră că definesc aceeași partiție⁠(d) a acelui număr. Fiecare număr întreg are un număr finit de compoziții distincte. Numerele negative nu au compoziții, dar 0 are o singură compoziție, șirul vid. Fiecare număr întreg pozitiv n are 2n−1 compoziții distincte.

Bijecție între numerele binare de 3 cifre și compozițiile de 4

O compoziție slabă a unui număr întreg n este similară cu o compoziție a lui n, dar permițând termenilor șirului să fie zero: este un mod de a scrie n ca suma unui șir de întregi nenegativi. Ca o consecință, dacă lungimea compozițiilor nu este mărginită, fiecare număr întreg pozitiv admite un număr infinit de compoziții slabe. Adăugarea unui număr de termeni 0 la sfârșitul unei compoziții slabe nu este de obicei considerată a defini o compoziție slabă diferită; cu alte cuvinte, se presupune că compozițiile slabe sunt extinse implicit la nesfârșit prin termeni 0.
Pentru a generaliza în continuare, o compoziție restricționată A a unui număr întreg n, pentru o submulțime A a numerelor întregi (nenegative sau pozitive), este o colecție ordonată de unul sau mai multe elemente din A a căror sumă este n.

## Exemple
Cele 16 compoziții ale lui 5 sunt:
- 5
- 4 + 1
- 3 + 2
- 3 + 1 + 1
- 2 + 3
- 2 + 2 + 1
- 2 + 1 + 2
- 2 + 1 + 1 + 1
- 1 + 4
- 1 + 3 + 1
- 1 + 2 + 2
- 1 + 2 + 1 + 1
- 1 + 1 + 3
- 1 + 1 + 2 + 1
- 1 + 1 + 1 + 2
- 1 + 1 + 1 + 1 + 1.

Cele 32 de compoziții ale lui 6
1 + 1 + 1 + 1 + 1 + 1
2 + 1 + 1 + 1 + 1
1 + 2 + 1 + 1 + 1
...
1 + 5
6

Cele 11 partiții ale lui 6
1 + 1 + 1 + 1 + 1 + 1
2 + 1 + 1 + 1 + 1
3 + 1 + 1 + 1
...
3 + 3
6

A se compara cu cele 7 partiții ale lui 5:
- 5
- 4 + 1
- 3 + 2
- 3 + 1 + 1
- 2 + 2 + 1
- 2 + 1 + 1 + 1
- 1 + 1 + 1 + 1 + 1.

Este posibil să se pună constrângeri asupra părților compozițiilor. De exemplu, cele cinci compoziții ale lui 5 în termeni diferiți sunt:
- 5
- 4 + 1
- 3 + 2
- 2 + 3
- 1 + 4.

A se compara cu cele 3 partiții ale lui 5 în termeni diferiți:
- 5
- 4 + 1
- 3 + 2.

## Numărul compozițiilor

Numărul compozițiilor lui n+1 în k+1 partiții ordonate formează triunghiul lui Pascal

Folosind numerele Fibonacci pentru a număra compozițiile restricționate {1, 2} ale lui n, de exemplu numărul de moduri în care se poate urca o scară de lungimea n, urcând odată una sau două trepte

Convențional, compoziția vidă este socotită ca singura compoziție de 0 și nu există compoziții de numere întregi negative. Există 2n−1 compoziții ale lui n ≥ 1, iată demonstrația:
Plasarea fie a unui semn plus, fie a unei virgule în fiecare dintre cele n−1 casete ale matricei
{\displaystyle {\big (}\,\overbrace {1\,\square \,1\,\square \,\ldots \,\square \,1\,\square \,1} ^{n}\,{\big )}}
produce o compoziție unică de n. Invers, fiecare compoziție a lui n determină o atribuire de plusuri și virgule. Deoarece există n−1 opțiuni binare, se obține rezultatul. Același argument arată că numărul de compoziții ale lui n în exact k părți (o k-compoziție) este dat de coeficientul binomial {\displaystyle {n-1 \choose k-1}}. De reținut că prin însumarea tuturor numerelor posibile de părți, se regăsește valoare de 2n−1 ca număr total de compoziții ale lui n:
{\displaystyle \sum _{k=1}^{n}{n-1 \choose k-1}=2^{n-1}.}
Pentru compozițiile slabe, numărul este {\displaystyle {n+k-1 \choose k-1}={n+k-1 \choose n}}, deoarece la fiecare k-compoziție a lui n+k corespunde una slabă dintre cele n după regula:
{\displaystyle a_{1}+a_{2}+\ldots +a_{k}=n+k\quad \mapsto \quad (a_{1}-1)+(a_{2}-1)+\ldots +(a_{k}-1)=n}
Din această formulă rezultă că numărul de compoziții slabe ale lui n în exact k părți este egal cu numărul de compoziții slabe ale lui k−1 în exact n+1 părți.
Pentru compozițiile restricționate ale lui A, numărul de compoziții ale lui n în exact k părți este dat de coeficientul binomial (sau polinomial) extins {\displaystyle {\binom {k}{n}}_{(1)_{a\in A}}=[x^{n}]\left(\sum _{a\in A}x^{a}\right)^{k}}, unde parantezele pătrate indică extragerea coeficientului lui {\displaystyle x^{n}} din polinomul care îl urmează.

## Polinoame omogene
Dimensiunea spațiului vectorial {\displaystyle K[x_{1},\ldots ,x_{n}]_{d}} al polinomului omogen de gradul d în n variabile peste corpul K este numărul de compoziții slabe ale lui d în n părți. De fapt, o bază pentru spațiu este dată de mulțimea de monoame {\displaystyle x_{1}^{d_{1}}\cdots x_{n}^{d_{n}}} astfel încât {\displaystyle d_{1}+\ldots +d_{n}=d}. Deoarece exponenții {\displaystyle d_{i}} pot fi zero, atunci numărul de astfel de monoame este exact cu numărul de compoziții slabe ale lui d.